# Sasso Vernale
Il Sasso Vernale (3.058 m s.l.m.) è una montagna del Gruppo della Marmolada nelle Dolomiti. Si trova nel Comune di Rocca Pietore in provincia di Belluno (Veneto) al Confine con la provincia di Trento (Trentino-Alto Adige).

## Caratteristiche
È collocata di fronte alla parete sud della Marmolada . La cima è stata interessata da eventi della prima guerra mondiale.
Il toponimo deriva, molto probabilmente, dal latino "ver" = primavera, perché il Sasso Vernale si trova esattamente ad Est rispetto al santuario di S. Giuliana, il principale santuario della Val di Fassa, presso Vigo di Fassa: da qui si vede sorgere il Sole nei due giorni degli equinozi, quando l'astro diurno ha esattamente declinazione 0° e azimut 90°. Sasso Vernale significa quindi Sasso della Primavera perché quando la popolazione della Val di Fassa, retica in epoca pre-cristiana e successivamente ladina, vedeva il Sole sorgere dietro il Sasso Vernale sapeva che era il primo giorno di primavera (in latino: primum ver) o di autunno.

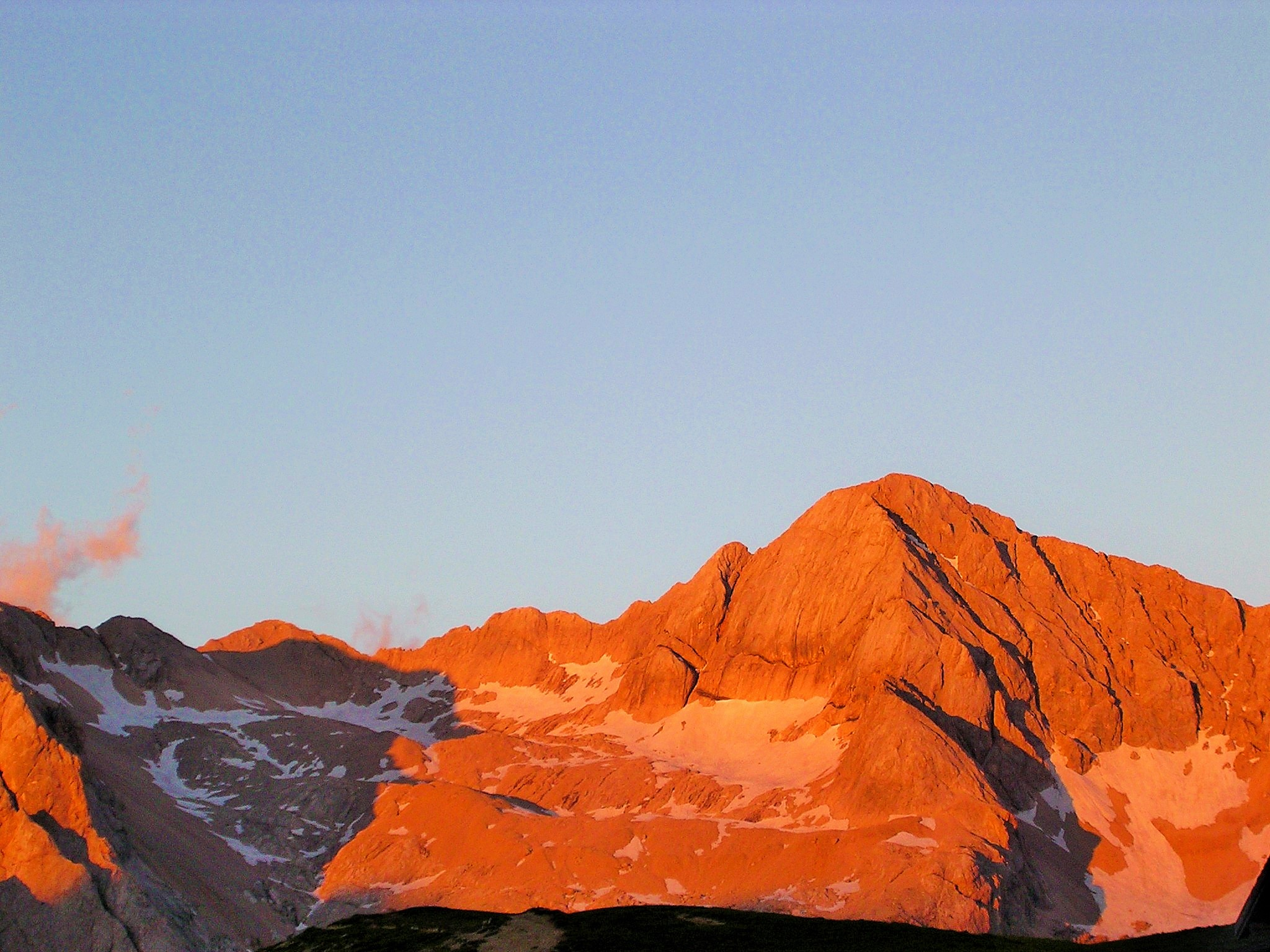
Sasso Vernale da P.sso San Nicolò

## Salita alla cima
Si può salire sulla vetta partendo dal Rifugio Onorio Falier (2.074 m) in 3,5 ore, partendo dal Passo San Pellegrino (1.919 m) in 4 ore o ancora dal Rifugio Contrin (2.016 m) in 3,5 ore. 